# Leffe, Lombardiet
Leffe är en ort och kommun i provinsen Bergamo i regionen Lombardiet i Italien. Kommunen hade 4 421 invånare (2018).